# مسعود کیهان
ماژور (سرگرد) مسعودخان و بعدها دکتر مسعود کیهان (۱۲۷۲–۱۲ بهمن ۱۳۴۶) صاحب منصب ژاندارمری و استاد دانشگاه و رئیس مؤسسه جغرافیای دانشگاه تهران بود. وی از اعضای کمیته زرگنده و به همراه سید ضیاءالدین طباطبایی از عوامل اصلی کودتای ۱۲۹۹ بود.

## کودکی و نوجوانی
او در سال ۱۲۷۲ در تهران به دنیا آمد. آموزش ابتدایی را نزد پدرش عبدالمطلب مستشارالوزاره فراگرفت و سپس به مدرسه علمیه وارد شد. در ۱۱ سالگی پدرش او را برای تحصیل به فرانسه فرستاد و توانست از دانشکده افسری سن سیر فارغ‌التحصیل شود و به مدت یک سال در ارتش فرانسه خدمت کرد.

## زندگی نظامی
- مقابله با انگلیسی‌ها

بازگشت مسعود به ایران مقارن سال‌های آغازین جنگ جهانی اول بود. وارد ژاندارمری شد و با درجه ماژوری به هنگ سوم ژاندارمری فارس اعزام گردید. در شیراز به همراه دیگر افسران «کمیته حافظین استقلال» را تشکیل دادند که هدف عمده آن مقابله با اشغال و زورگویی نیروهای انگلیسی مستقر در منطقه بود. پس از چندی به اتهام طرفداری از آلمان‌ها به تهران فراخوانده شد.
- جنگ با قوای روس

ورود او به تهران با محاصره تهران توسط قوای روس و مهاجرت دولت همزمان بود و او مأمور تشکیل گردان اراک گردید و مدتی مقابل قوای روس در اراک مقاومت کرد ولی شکست خورده و مجروح شد و عقب‌نشینی نمود و به دولت ملی در تبعید در قصرشیرین پیوست. شکست‌های پی در پی قوای ملی و اقدامات ریاست این قوا علیه وی، باعث پناهنده شدن او به دولت عثمانی گردید.
- کودتا

همزمان با پایان جنگ اول جهانی در سال ۱۲۹۷ خورشیدی، ماژور مسعود به تهران برگشت و مجدداً در ژاندارمری مشغول کار شد و برای همکاری با کلنل اسمایس انگلیسی به زنجان رفت. بکمک اسمایس و سید ضیاءالدین، کمیته آهن را که قبلاً در اصفهان پایه‌ریزی شده بود تقویت و مقدمات کودتای ۱۲۹۹ پی‌ریزی نمودند. اعضاء این کمیته هم‌قسم شدند که مقدمات کودتا را فراهم آورند؛ این کمیته از آن پس به نام کمیته زرگنده خوانده شد.
- وزیر جنگ

پس از پیروزی کودتا و تشکیل دولت توسط سیدضیاءالدین طباطبایی، مسعود کیهان وزارت جنگ کابینه را به عهده گرفت، اما پس از چندی اختلاف بین او و رضاخان سردار سپه باعث کنار گذاشتن او از وزارت گردید و عاقبت پس از سقوط دولت سید ضیاء، کیهان به همراه بعضی از اعضای کمیته آهن به اروپا مهاجرت کرد.

## سوابق علمی
کیهان در سال ۱۳۰۳ خورشیدی پس از اقامت کوتاهی در اروپا راهی وطن شد ولی این‌بار نظامیگری را ترک گفت و در مدرسه دارالفنون و دانشسرای عالی به تدریس زبان فرانسه پرداخت. بعد از ۴ سال به عنوان سرپرست ۱۲۰ دانشجو مجدداً به فرانسه رفت و خود نیز در رشته تاریخ و جغرافیا مشغول تحصیل شد. پس از بازگشت از فرانسه در سال ۱۳۱۴ به تدریس جغرافیا در دانشگاه تهران که به تازگی افتتاح شده بود پرداخت.
کیهان در دانشکده ادبیات دانشگاه تهران مشغول تدریس شد و مدت کوتاهی در سال ۱۳۲۹ در کابینه علی منصور عهده‌دار وزارت فرهنگ بود. وی در سال ۱۳۴۶ در تهران درگذشت.

## مسئولیت‌ها
- فرمانده پیاده‌نظام شیراز
- ریاست نظمیه فارس
- فرمانده هنگ سوم ژاندارمری فارس
- فرمانده گردان گارد اراک
- عضو کمیته آهن ۱۲۹۹
- وزیر جنگ در کابینه سیدضیاء ۱۲۹۹
- وزیر مشاور در آن کابینه
- تأسیس موزه مردم‌شناسی ۱۳۱۶
- عضو فرهنگستان ۱۳۲۰
- وزیر معارف در کابینه علی منصور ۱۳۲۹
- معاون دانشگاه تهران ۱۳۳۰

## آثار
- جغرافیای مفصل ایران (در سه جلد)
- پیدایش فلات ایران